# Maria Brandin
Maria Helene Brandin, född 4 september 1963 i Kungälv, är en svensk tidigare tävlingsroddare. Brandin blev i Tammerfors 1995 världsmästarinna i singelsculler och både 1997 och 1998 vann hon brons. Hon var den första världsmästare i rodd för Sverige genom tiderna. Hon deltog i fyra olympiska spel med en fjärdeplats i OS-finalen 1996 i Atlanta i USA som bästa resultat. På Henley Royal Regatta har hon stått som segrare fem år av sex fram till och med 1998. Brandin arbetade som idrottslärare på Kareby skola och Diserödsskolan i Kungälv, samtidigt som hon var aktiv. Hon tränades av sin sambo Fredrik Ludl, som hon numera är gift med. Hon är 186 centimeter lång.
I Sverige tävlade hon för Kungälvs Roddklubb.
Brandin är utbildad lärare och arbetar numera som diakon.